# Dietrich Manzey
Dietrich Manzey (* 31. August 1956 in Kiel) ist ein deutscher Psychologe und Professor für Arbeits-, Ingenieur- und Organisationspsychologie an der TU Berlin.

## Leben
Manzey studierte von 1976 bis 1982 Psychologie an der Universität Kiel, wo er bis 1987 auch als wissenschaftlicher Mitarbeiter am Institut für Psychologie tätig war und 1988 promoviert wurde. Von 1987 bis 2001 arbeitete Manzey in der Abteilung für Luft- und Raumfahrtpsychologie des Instituts für Luft- und Raumfahrtmedizin des Deutschen Zentrums für Luft- und Raumfahrt in Hamburg. 1999 habilitierte er sich an der Universität Marburg. Von 2001 bis 2003 war Manzey Professor für Arbeits- und Ingenieurpsychologie an der Fachhochschule Nordostniedersachsen, 2003 folgte er einem Ruf an die Technische Universität Berlin. Seit 2022 ist er pensioniert.

## Leistungen
Die Forschungsschwerpunkte von Manzey liegen in den Bereichen Automationspsychologie, Multitasking und Luft- und Raumfahrtpsychologie. Zudem beschäftigt er sich auch mit Fragen der Sicherheitskultur in Organisationen mit hohem Gefährdungspotenzial.
Manzey war an Forschungsprojekten im Rahmen der Raumfahrtmissionen MIR'92 (Sojus TM-14), MIR-LD4 (Sojus TM-18), Euromir '95 (Sojus TM-22) und MIR'97 (Sojus TM-25) beteiligt. Er berät die Europäische Weltraumorganisation (ESA) in Fragen bezüglich Auswahl, Training und Missionsunterstützung von Astronauten. Zudem ist er auch in die psychologische Unterstützung von europäischen Astronauten bei Langzeitmissionen eingebunden.

## Auszeichnungen
- 2004: (zusammen mit Nick Kanas für das Buch "Space Psychology and Psychiatry") Life Science Book Award - International Academy of Astronautics
- 2011: (zusammen mit fünf Wissenschaftlern der TU Berlin bzw. des Universitätsklinikums Leipzig) Human Factors Prize for Excellence in Human Factors / Ergonomics Research - Human Factors and Ergonomics Society
- 2024: Auszeichnung durch die Deutsche Gesellschaft für Psychologie für sein wissenschaftliches Lebenswerk.[2]

## Schriften
- (mit Raja Parasuraman) "Complacency and Bias in Human Use of Automation: An Attentional Integration" Human Factors 2010
- (Mit Nick Kanas) (2008) Space psychology and psychiatry Dordrecht: Springer.
- (2006) Luft- und Raumfahrtpsychologie in: K. Pawlik (Hrsg.) Handbuch Psychologie Heidelberg: Springer.
- (2004) Human missions to mars: New psychological challenges and research issues, in: Acta Astronautica 55
- (2000) Monitoring of mental performance during spaceflight in: Aviation, Space and Environmental Medicine 71
- (Mit Lorenz, B. & Poljakov u. a.) (1998): Mental performance in extreme environments: results from a performance monitoring study during a 438-day spaceflight in: Ergonomics 41
- Determinanten der Aufgabeninterferenz bei Doppeltätigkeiten und ressourcentheoretische Modellvorstellungen in der kognitiven Psychologie Köln, Wiss. Berichtswesen d. DFVLR, 1988